# Hôtel de Foresta
Pour les articles homonymes, voir famille de Foresta.
L’hôtel de Foresta, aussi appelé hôtel de Gastaud ou hôtel de Montéty, est un hôtel particulier situé à Aix-en-Provence, dans le département des Bouches-du-Rhône.

## Histoire
Ce bâtiment fait l’objet d’un classement au titre des monuments historiques depuis le 21 mai 1990 pour ses façades et toitures et d'une inscription à cette même date pour le reste de l'hôtel.

## Architecture
Le maître d'œuvre des deux hôtels est Jean Jaubert.
La façade, jumelle de celle de l'hôtel de Ravel d'Esclapon voisin, présente des baies encadrées de pilastres à chapiteaux doriques au rez-de-chaussée et ioniques au premier étage.
Ces chapiteaux sont surmontés d'entablements avec corniches à denticules, s'arrondissant en arc de cercle au dessus des portes cintrées des deux hôtels particuliers. Ces arcs de cercle présentent un œil de bœuf ovale au sein d'un ensemble de pierres taillées en attente d'être sculptées.
Sous le toit, on observe une corniche denticulée à corbeaux.

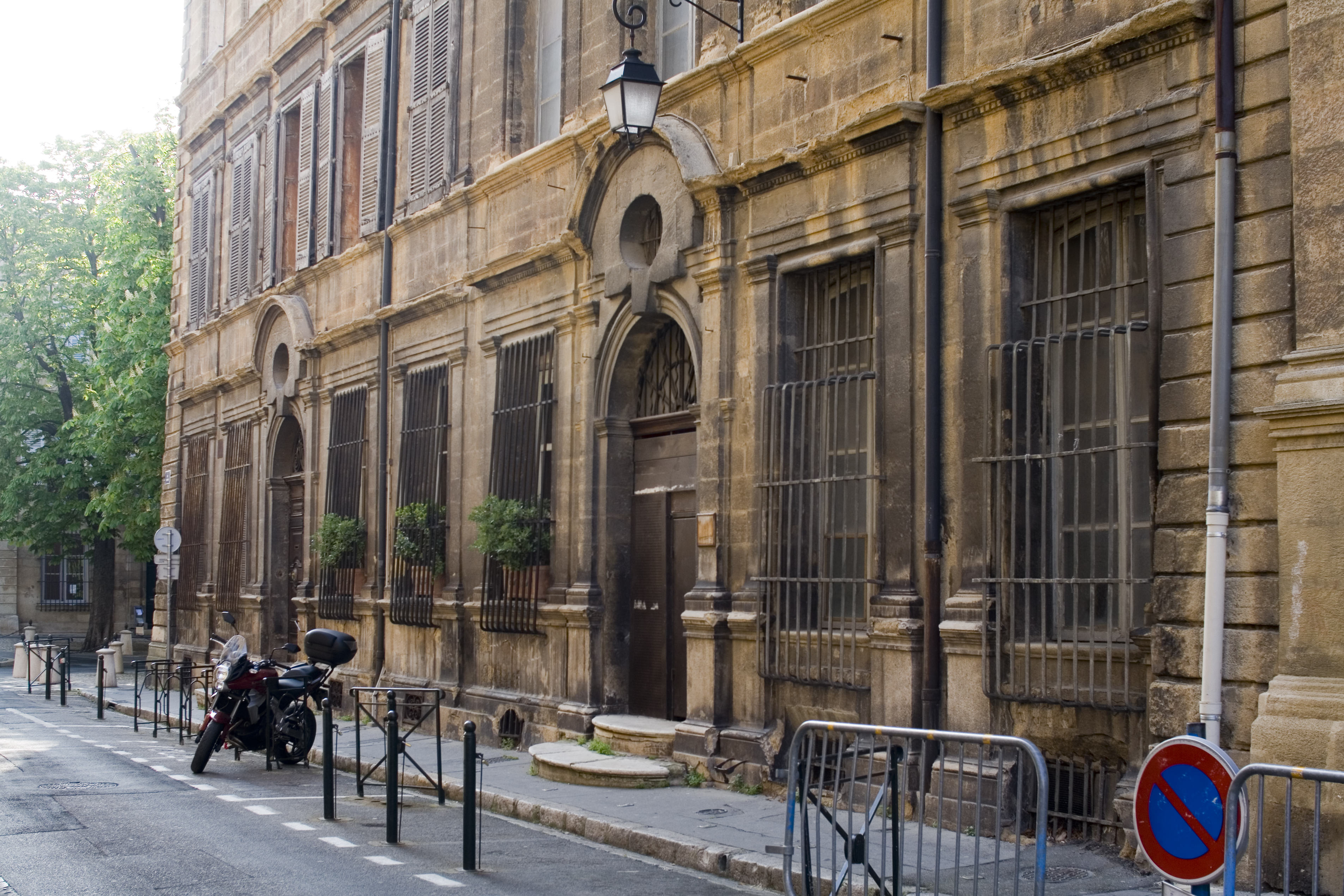
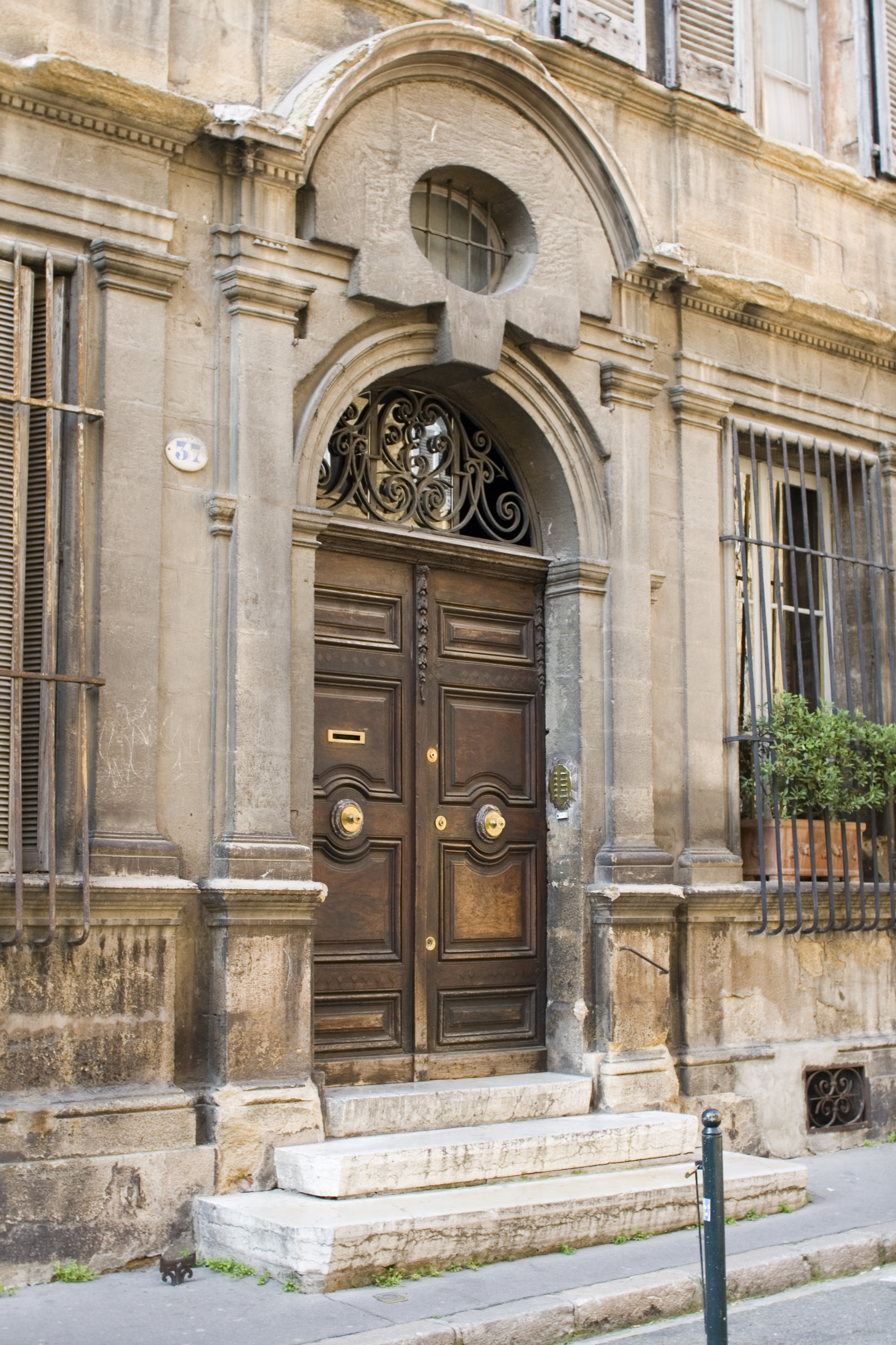